# 阿拉赫-下门青
阿拉赫-下门青（德語：Allach-Untermenzing）是德国巴伐利亚州首府慕尼黑的市辖第23区，由原为市镇建制的下门青和阿拉赫的大部组成。区内仍遗留有一处乡村风貌。它自1932年组建并因此被纳入市辖区，其所有区域都经历了重新划分。

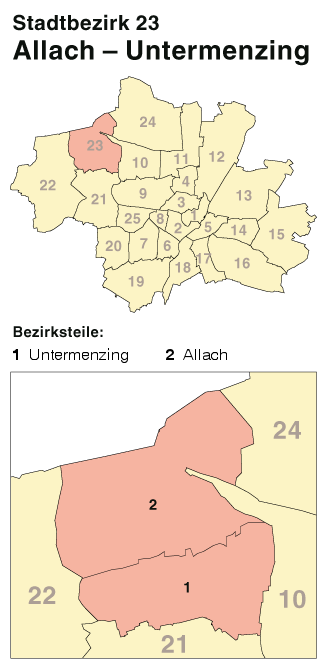
区分区

## 方位
阿拉赫-下门青区位于慕尼黑的西北端，维尔姆河从南部的上门青区界（市辖第21区帕兴-上门青）顺流而下将该区分成两半，并一直延伸出北部市界。自1992年重组以来，达豪街形成了东部边界，而位于阿拉赫走廊上、即慕尼黑北编组站后方的区域则被纳入市辖第10区莫萨赫。
与阿拉赫-下门青相邻的市辖区分别为东部的费德莫兴-哈森贝格尔和莫萨赫、南部的帕兴-上门青以及西部的奥宾-洛赫豪森-朗维德。阿拉赫-下门青在北部则与市镇卡尔斯费尔德接壤。

## 区划

### 阿拉赫

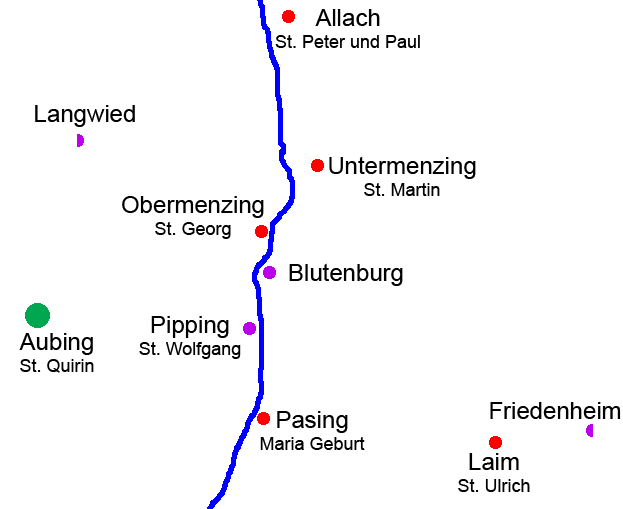
中世纪至19世纪的。1315年《康拉丁名册》中提及的地点为红色，后续出现的为紫色，维尔姆河为蓝色。朗维德及弗里登海姆部分属于此堂区。

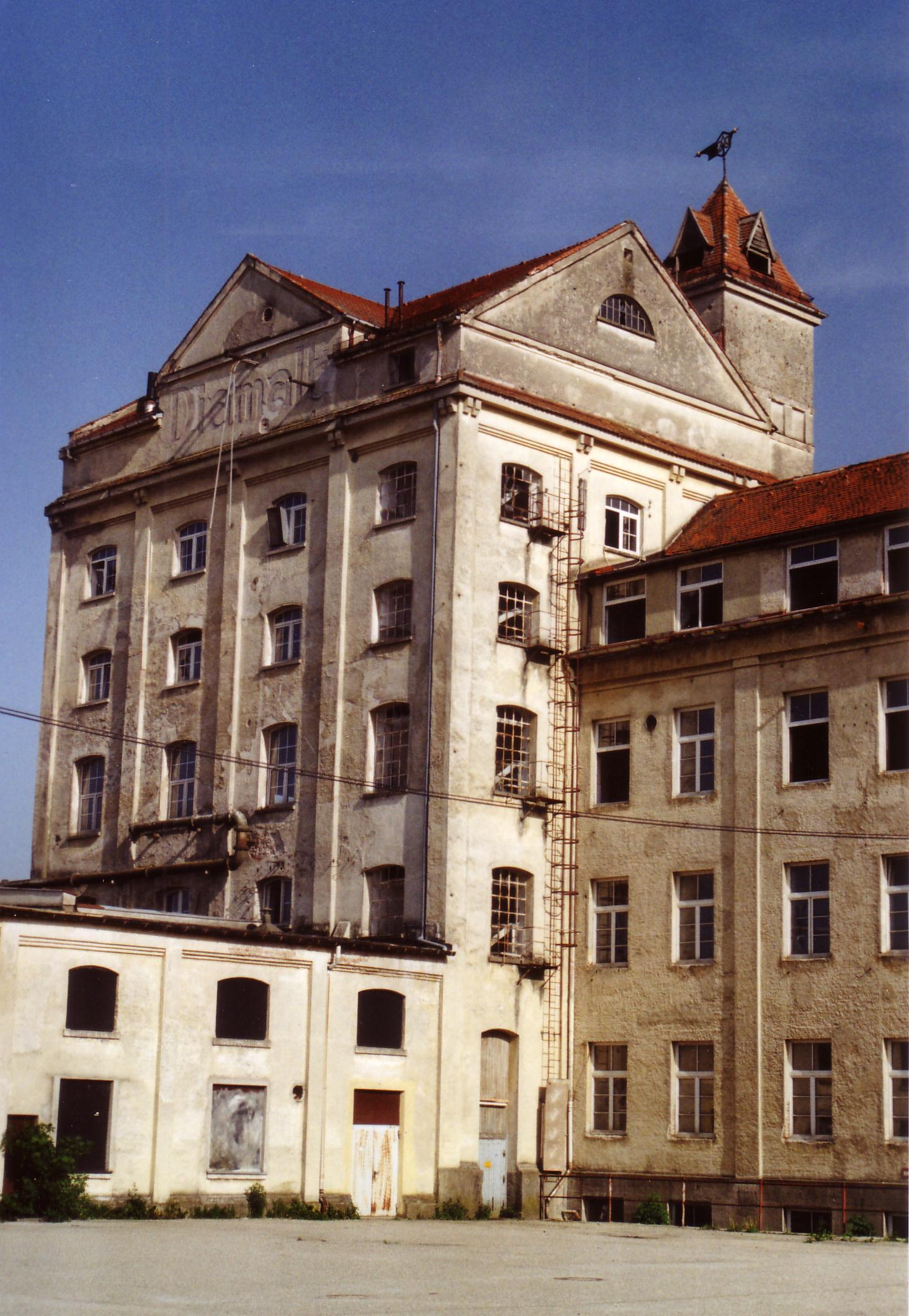

阿拉赫最早是在公元774年3月30日的一份文献中首次以“阿哈洛”之名被首次提及。这个名称意味着水边的森林，因为“阿哈”和“洛”分别指代水和森林。随着时间的推移，称谓逐渐被磨为以结尾，即“拉赫”。阿拉赫是巴伐利亚最古老的的独立市镇之一；在地方法地的的首次书面记载中，阿拉赫保留了这一地位，但在1678至1702年间除外。在地方风貌和政治上，阿拉赫与达豪关系密切。直至慕尼黑地方法院于1803年成立后，阿拉赫才转移至慕尼黑地方法区。1678年，阿拉赫被纳入新设置的门青宫廷领地，并交予安东·冯·贝尔歇姆男爵管理。1702年，在贝尔歇姆去世两年后，门青宫廷领地重归选帝侯，因此阿拉赫恢复了其作为地方法地的地位。1818年，阿拉赫成为现代意义上的独立市镇。
在慕尼黑－因戈尔施塔特的铁路线（今为纽伦堡－慕尼黑高速铁路的一部分）于1867年开通后，阿拉赫得到迅速发展。在铁路沿线，尤其是出于排放保护原因而在圣伯多禄圣保禄教堂（今埃弗斯布施街195号，盛行西风）的村中心东侧兴起了工业和商业区。因此，基尔施蒸汽木材厂、迪亚马尔特工厂、克劳斯-玛菲公司和宝马公司（自1936年起为容克斯生产发动机）相继在这里出现。根据1938年10月27日签署的协议，阿拉赫于同年12月1日被强制并入慕尼黑。 
第二次世界大战期间，在阿拉赫外围营、即如今路德维希费尔德居民区的位置上，建有达豪集中营的一个分支营，主要是为了向宝马第二工厂输送劳动力。在阿拉赫北部一条未完工的高速公路上则建有一座战俘营，并囚禁了1300名犯人。

#### 阿拉赫纹章
第一次世界大战后，人口超过4000居民的市镇有权拥有自己的纹章。阿拉赫镇希望像1934年的下门青那样采纳纹章。奥托·胡普便代表市镇和巴伐利亚内政部设计了一个徽章：在银币样式内有一个绿色的盾脚位于银色横向溪流的下方，上半部分则从两棵绿色橡树之间长出一个金色的十字架。因此，纹章的象征意义将森林的印象与弗赖辛教区结合在一起，并连接至维尔姆河所在的方位。
大约在1934年（档案日期并不确切），镇议会将纹章提交至州档案总局审批。但在那之后，显然什么也没发生。对于导致程序完全停滞的真实原因，人们只能推测。史学家赫尔穆特·施塔勒德尔认为，这是由于市镇需要在四年后被并入慕尼黑。

#### 现市辖区在前阿拉赫镇内的区划
- 安格洛住宅区：克劳斯-玛菲于1952年至1972年在罗伊斯街和曼佐街为其员工建造的一个私营企业定居点。安格洛住宅区的名称来自位于该定居点北部的安格洛赫森林。
- 贝尔住宅区：同样位于安格洛赫以南、由建筑商科比尼安·贝尔建设的独栋式住宅区。这是阿拉赫镇在并入慕尼黑前设立的最后一个定居点。
- 高射炮住宅区：在二战期间被德意志国防军用作架设高射炮的场地上，自1957年起根据建筑师和讽刺画家恩斯特·玛利亚·朗设计的方案而建的住宅区。
- 格贝尔坳：自宝马于1938年在阿拉赫森林北侧设立飞机发动机厂后，兴起于该厂和慕尼黑－因戈尔施塔特铁路线西侧的员工定居点。它是以最高建设局的桥梁总工程师海因里希·格贝尔（Heinrich Gerber）命名。在此之后，格贝尔还设计了毁于1944年的慕尼黑火车总站大堂，他同时也是位于古斯塔夫斯堡的猛狮总厂的创始人。当工厂由猛狮接管后，该居民区被命名为格贝尔坳，并于1957年成为官方地名。与此同时，市议会以该名称开发了主要道路。格贝尔坳的特点是拥有自己的基础设施。在1960年之前，卡尔斯费尔德镇比慕尼黑市的发展边界更靠近这里。1948年10月，格贝尔坳为卡尔斯费尔德的宝马住宅区建造了一所国民小学，然后于1963－65年间被州府和卡尔斯费尔德镇成立的联合国小所取代。慕尼黑-卡尔斯费尔德快铁站也并非完全位于卡尔斯费尔德境内，而是部分位于阿拉赫走廊上的格贝尔坳。
- 森林居住区：所谓的森林居住区是作为克劳斯-玛菲的技术工人住宅区而建，同时也为纪念在当地定居的第一批工匠而被成为“萨克森住宅区”。住宅区的建设水准就当时（约1900年）而言已非常先进。这里的房屋早于阿拉赫的其它地方很久之前便接入了市政排水系统。其典型的双拼住宅虽小但功能完备，并且每户都带一座小花园。然而，经过拆迁、密集化发展和非敏感修缮，大部分房屋原有的魅力已经不复存在。

### 下门青
下门青是作为公元817年11月6日在文献中被首次提及的门青的一部分而出现。其最初的称谓“门青加”，来源于一个可能名为曼佐、曼乔、门乔或门尼斯科的男子。
在1315年的《[康拉丁名册] 错误：{{Lang}}：无效参数：|3=（帮助）》中首次提及了“双门青”。因此，1315年被视为下门青的创始年份，在此之前，上门青的地名便因物产转让之故而已被使用。根据1397年的《地租账本》记载，韦索布伦修道院在如今下门青的近代地方中心圣玛尔定教堂周边拥有两处庄园，在如今的上门青则拥有11处庄园。不久后，下门青被纳入公爵的宫廷领地，这是在1442年被首次提及。
在三十年战争期间，随着瑞典人入侵，下门青的被毁面积高达50%：瑞典人焚毁了16所房屋。1676年，当安东·冯·贝尔歇姆男爵接管门青宫廷领地时，已有31处地产恢复住人，就像三十年战争之前一样。但与阿拉赫相比，下门青的人口数量仍然维持不变：1809年，地产数量仅从4处增加至35处。至1818年，下门青被提升为独立的市镇。
尽管下门青也地处1867年开通的慕尼黑－因戈尔施塔特铁路边上，但市镇却无法像阿拉赫那样从工业发展中受益。这主要是由于缺乏铁路车站，下门青直至2005年12月11日，才在扩建纽伦堡－慕尼黑高速铁路的框架下，成为城市快铁的停站点。然而，下门青的入口却急速增长：虽然街村在1855年仍只有266名居民，但这一数字于1900年则上升至384人；1925年增至1662人，至1938年已达到4800人。根据1938年10月27日签署的协议，下门青于同年12月1日被并入慕尼黑市。

#### 前下门青镇纹章
在下门青镇议会于1934年5月30日决定采纳纹章、并将草案提交审批后，内政部于1934年12月1日批准了纹章的使用。
纹章表述为：“分割的盾牌，上半部为红色和银色的三重棋盘；下半部为金色背景、下冲的半幅黑色磨轮”。
在下门青于1938年并入慕尼黑后，慕尼黑市议会拥有该纹章的使用和管理权。

## 概览

### 社会结构
社会结构显著由带孩童的多成员家庭占主导地位。直至1960年代，特别是在阿拉赫，工人阶层占据了绝大多数的人口比重，即便在今天，工人数量仍占全区人口比例的50%以上。然而，该区的社会分层并未发生改变。在不久的将来，预期达到退休年龄的人数将会增加，但这可通过如今25至30岁和15岁以下的巨大人口存量得到弥补。下门青仍然存在单户住宅的传统特征。只有在安格洛赫以南、以及曼佐街和阿拉赫街周边才建有大型住宅设施和多层住宅楼宇。南部毗邻哈特曼斯霍芬的住宅区与维尔姆河西岸的大多数住宅区一样，都是慕尼黑的优质住宅设施。有1946年至1970年间有一波建设热潮。由此产生的住宅建筑主要为单户和集合样式，并穿插有排屋和公寓楼，而难民则首先会被安置在阿拉赫难民营。尽管如此，由于该市辖区拥有较高比例的绿地，加上不断发展的住宅区仍广泛保留田园城市特征，它给人一种田园化的印象。该区的人口密度是慕尼黑第二稀少的。外国人的比例为19%，远低于城市平均水平。

### 工商业
虽然下门青几乎没有任何商业，但阿拉赫拥有近200公顷的工业和商业用地，为全市最高。猛狮、MTU和克劳斯-玛菲公司在此提供超过25000个工作岗位，占了全区的四分之三强。随着制造业的衰败，越来越多原本供猛狮和MTU使用的土地被空置。因此，与弗莱曼类似，需要开发新的使用方案。在手工业和加工贸易业相继关停后，此时在区内占据主导地位的是零售业和服务业，其中最大的企业为德国电信。此外，还存在有大量的农产品公司。许多物流企业都已入驻基尔施街工业园。
2011年秋季，液化空气集团申请在路德维希费尔德街的阿拉赫工业用地上建造一个储气罐和气体充装站，由于其储存的物质，它将会受到《化学事故条例》的规管。由于站场地址本身距离居民楼仅有约200米的距离，因此受到了该区居民以及受影响的临近市辖区居民的强烈反对。相关人士联合发起了公民倡议行动组织。至2012年4月，液化空气集团宣布撤回申请。

### 交通

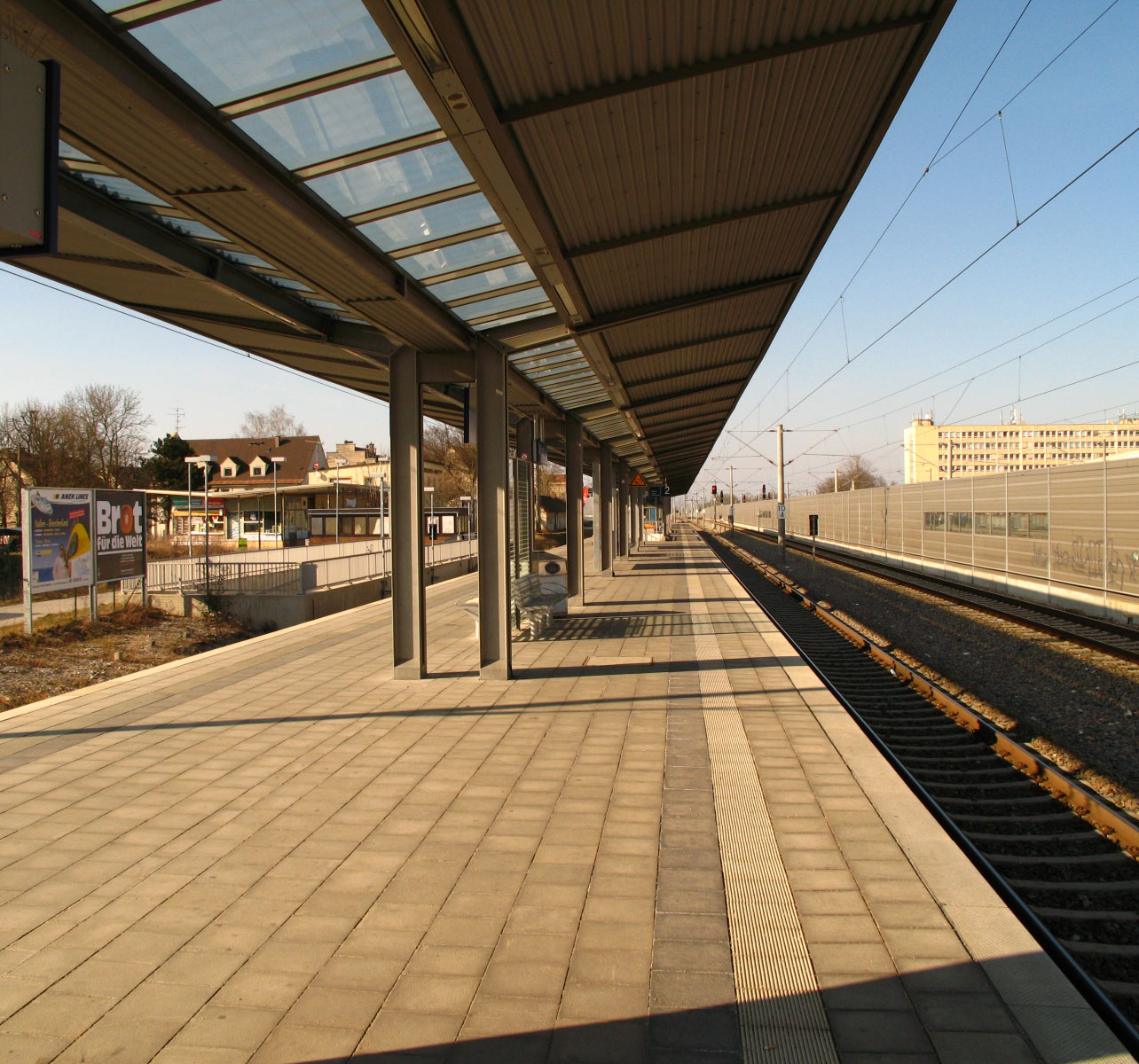
阿拉赫快铁站

在私车交通中，埃弗斯布施街（Eversbuschstraße）是该区最重要的南北向连接大动脉。因此，阿拉赫和下门青作为街村的特征至今仍然清晰可见。担负东西向连接的是路德维希费尔德街，它在阿拉赫向东通往市中心；而冯·卡尔街则担负下门青的接驳功能。在明确了尤其是前往阿拉赫的去程通勤者（上班者）顺差后，除了前往内城的返程通勤者（返家者）运输外，道路网络还将承担向外越出边界的压力。位于慕尼黑西北部的德国99号绕城高速和埃森里德夹线高速确实带来了疏解，但又受到新建设活动的抵消。虽然疏解方案正在讨论之中，但仍远未落实。
在短途公共交通方面，阿拉赫-下门青主要是通过快铁S2线的下门青站、卡尔斯费尔德站和阿拉赫站实现连接。MVG巴士线则提供通往快铁的输送服务。自2019年4月29日起，开往莫萨赫和普赫海姆的高速巴士X80线增加下门青停站。它提供快铁S1线至S4线的连接。

### 公共机构
卡尔·斯皮茨路实科中学和路易丝·施罗德文理中学是该区最重要的教育机构。1909年，阿拉赫体操及体育俱乐部（TSV Allach 09）成立，下门青体育俱乐部（SV Untermenzing）也跟随在1925年成立。.在宗教设施方面，阿拉赫于1932年建造了主显教堂，下门青则于1961年建造了伯利恒教堂；此外哈森贝格尔执事也在该区活动。

### 就近休憩及生态平衡用地

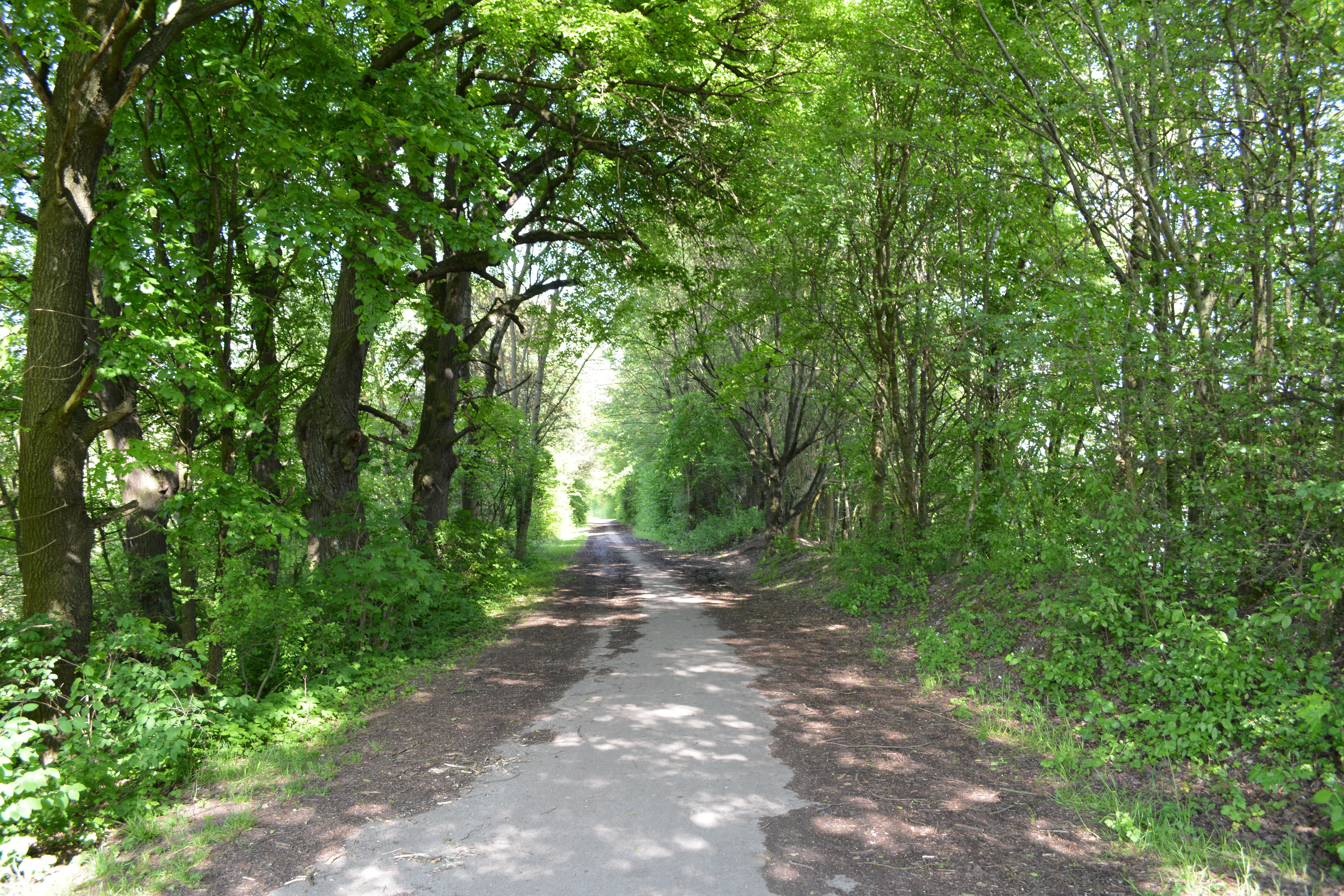
阿拉赫森林

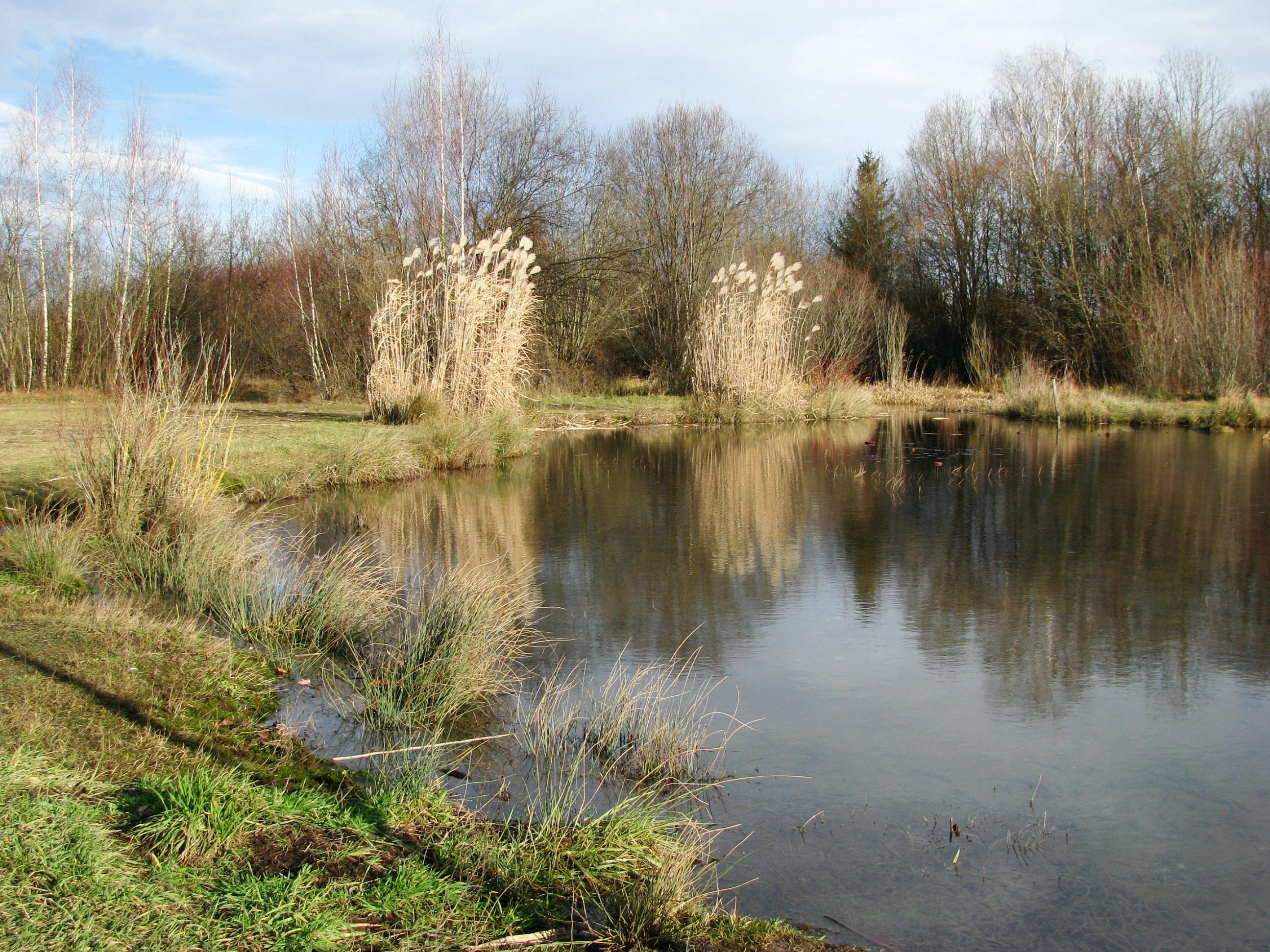
安格洛赫

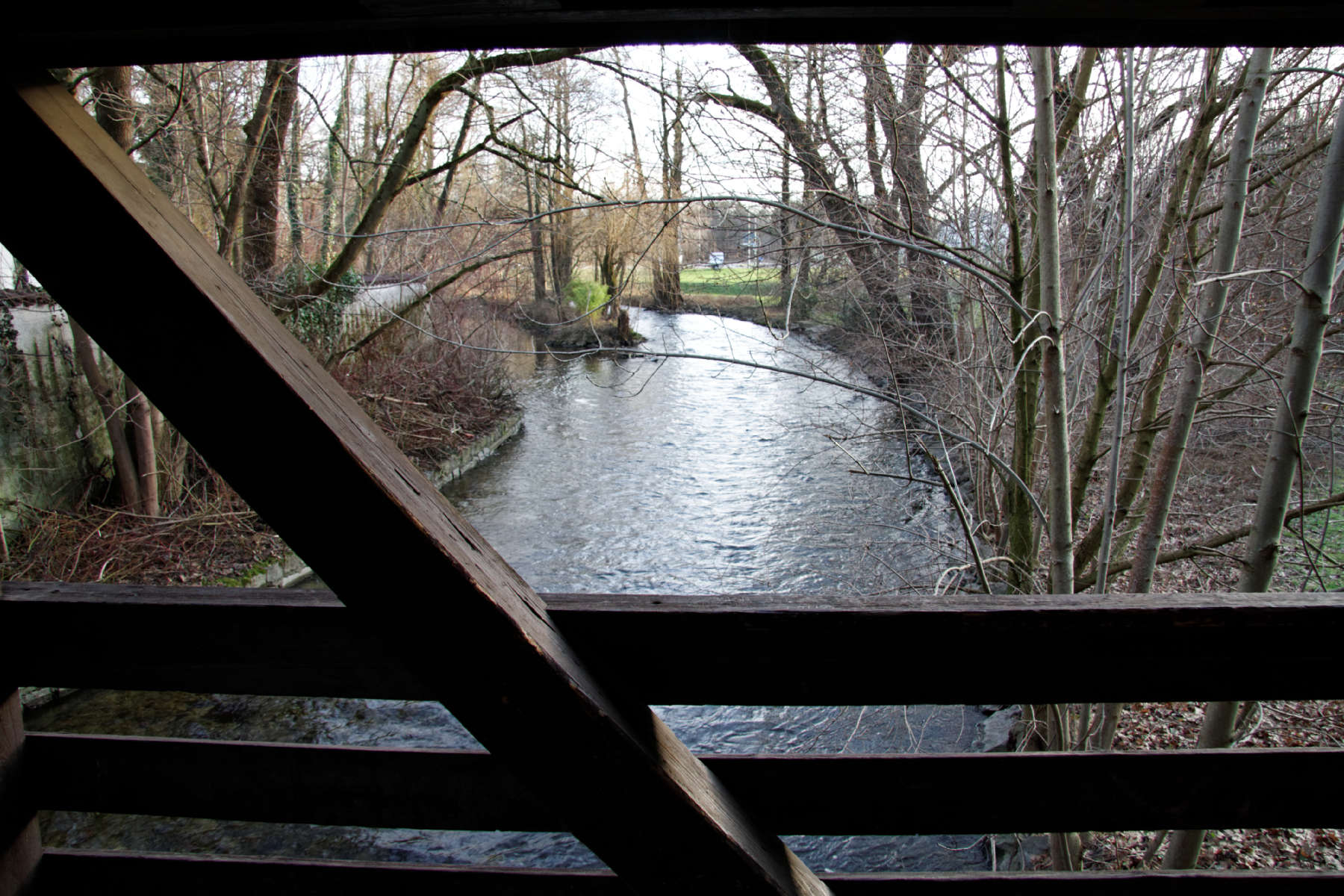
流经下门青的维尔姆河

在阿拉赫-下门青区内拥有许多绿地，尤其是在维尔姆河沿岸。通过阿拉赫森林和安格洛赫森林，该区可提供进一步的生态平衡和休憩用地。特别是阿拉赫森林作为如今较为稀缺的河岸林，当A99号环城高速要兴建下穿该林区的所谓“阿拉赫隧道”时，遭到了当地居民和专业人士的强烈反对。

### 人口统计
(截至每年12月31日)
| 年份 | 人口   | 外国人（比例） | 面积 （km²） |
| ---- | ------ | -------------- | ------------ |
| 2000 | 26,680 | 4,652 (17.4 %) | 1,726        |
| 2001 | 26,794 | 4,647 (17.3 %) | 1,733        |
| 2002 | 26,903 | 4,611 (17.1 %) | 1,740        |
| 2003 | 26,977 | 4,450 (16.5 %) | 1,745        |
| 2004 | 27,374 | 4,666 (17.0 %) | 1,772        |
| 2005 | 27,586 | 4,671 (16.9 %) | 1,785        |
| 2006 | 27,730 | 4,498 (16.2 %) | 1,795        |
| 2007 | 28,165 | 4,540 (16.1 %) | 1,823        |
| 2008 | 28,796 | 4,646 (16.1 %) | 1,864        |
| 2009 | 28,732 | 4,480 (15.6 %) | 1,859        |
| 2010 | 29,161 | 4,639 (15.9 %) | 1,887        |
| 2011 | 29,693 | 4,933 (16.6 %) | 1,922        |
| 2012 | 30,393 | 5,396 (17.8 %) | 1,967        |
| 2013 | 30,737 | 5,653 (18.4 %) | 1,989        |
| 2014 | 31,353 | 6,116 (19.5 %) | 2,029        |
| 2015 | 31,882 | 6,688 (21.0 %) | 2,063        |
| 2016 | 32,248 | 7,087 (22.0 %) | 2,093        |
| 2017 | 32,677 | 7,527 (23.0 %) | 2,115        |

来源与其他数据

## 政治
阿拉赫-下门青上一次的区议会选举是在2014年3月16日。其议席分配如下：基社盟9席、社民党4席、绿党3席和自民党1席。在阿拉赫-下门青共22,797名符合投票资格的选民中，有11,539人行使了自己的表决权，选民投票率为50.6%。
在2014年3月16日的市长选举中，阿拉赫-下门青有54.5%的选民投票选择基社盟候选人约瑟夫·施密德，以及有30.5%的选民选择社民党候选人迪特·赖特尔。投票率为50.5%。在随后的第二轮投票中，约有60.7%的选民投票予约瑟夫·施密德，39.3%投予迪特·赖特尔。投票率为47.9%。

## 友好城市
- 法國 莱涅